# Sân vận động bóng đá KMC
Sân vận động bóng đá KMC (tiếng Anh: KMC Football Stadium), trước đây được gọi là Sân vận động CDGK, là một sân vận động bóng đá ở Karachi, Pakistan. Sân có sức chứa 15.000 người. Sân thuộc sở hữu của Tập đoàn thành phố Karachi. Sân vận động đã tổ chức trận chung kết Cúp bóng đá Pakistan 2009, với 15.000 khán giả dự khán. Karachi United, câu lạc bộ bóng đá Pakistan đầu tiên có 100.000 người theo dõi trên Facebook, sử dụng sân vận động này cho một số trận đấu trên sân nhà. FC Karachi cũng sử dụng sân vận động cho một số trận đấu trên sân nhà của đội.
KMC là một trong hai địa điểm tổ chức Cúp bóng đá nữ Pakistan 2021.